# 자니 키타가와 성추행 스캔들

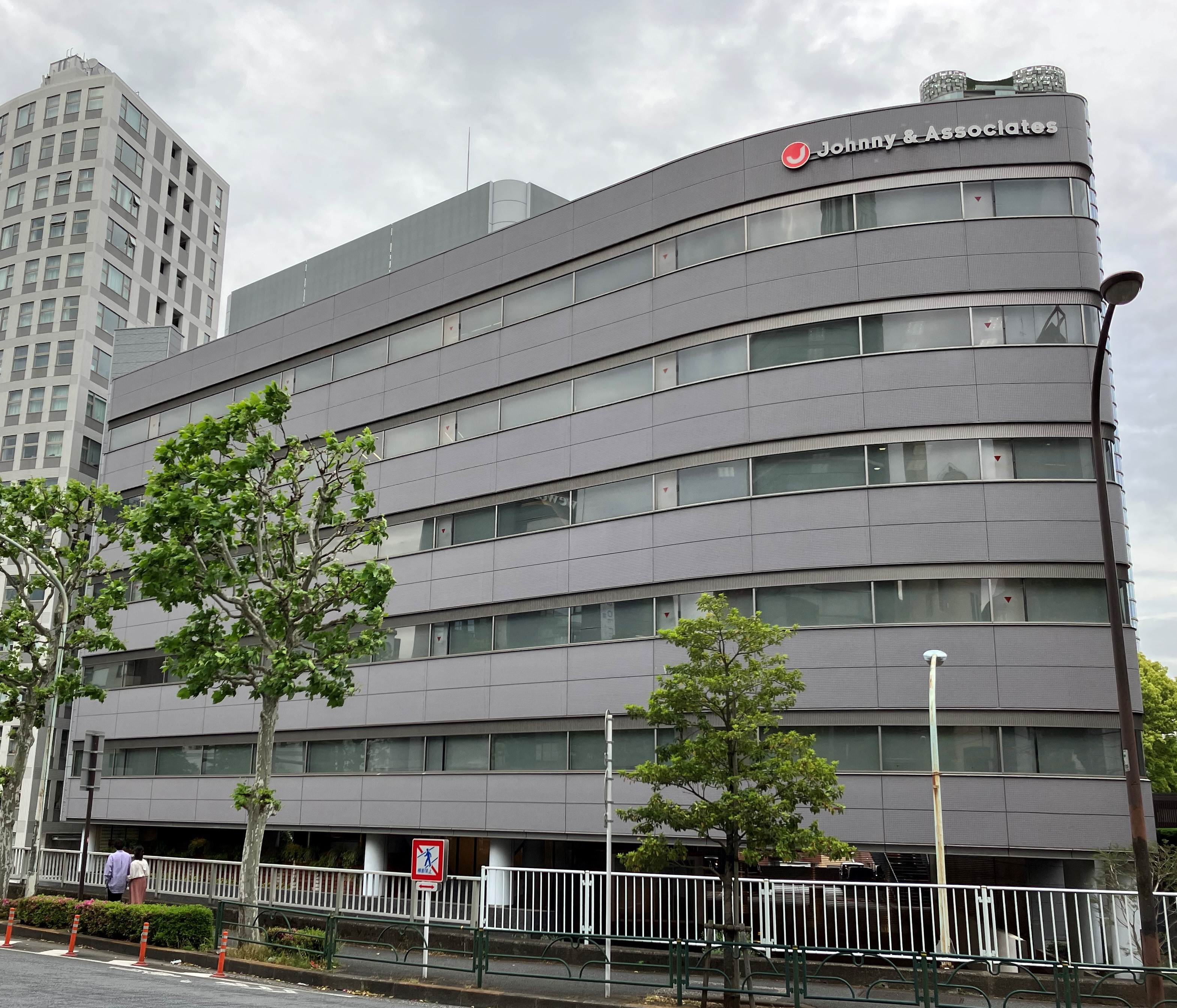
자니스 사무소 본사

2023년에는 일본 연예 기획사 자니스 사무소의 창립자 자니 키타가와가 1970년대 초반부터 2010년대 중반까지 성추행을 저질렀다는 사실이 밝혀졌다. 일본 연예계에서 가장 영향력 있는 인물 중 한 명으로 꼽히는 키타가와는 40년 넘게 일본 내 보이밴드 창설을 사실상 독점했다. 일본 언론이 성추행 사실을 전혀 보도하지 않고 은폐했기 때문에 그에 대한 형사 고발은 없었다.
1988년부터 2000년까지 키타가와는 자신의 지위를 이용하여 연예 기획사와 계약한 소년들과 부적절한 성적 관계를 맺었다는 수많은 주장의 대상이었다. 키타가와는 이러한 주장을 부인했으며 2002년에 그러한 주장을 게재한 잡지인 주간문춘에 대해 880만 엔의 판결을 받았다. 이후 잡지의 항소로 인해 판결이 부분적으로 번복되었다. 도쿄고등법원은 음주와 흡연에 관한 보도는 명예훼손에 해당하지만 키타가와의 청소년 소년 성착취 혐의는 사실이라고 결론을 내림으로써 손해배상액을 120만 엔으로 줄였다. 키타가와의 2004년 최고재판소 (일본) 항소는 기각되었다. 이 사건은 일본에서 최소한의 보도를 보였으며, 많은 언론인들은 이 사건이 일본 대중 매체에 대한 키타가와의 영향력 때문이라고 생각했다.
그가 사망한 지 4년 후인 2023년, 그의 성적 학대 사실이 처음으로 공개됐다. 그 해 8월 보도에 따르면 그는 1970년대 초반부터 2010년대 중반까지 수백 명의 소년들을 성폭행하는 등 성폭행을 저질렀다고 결론을 내렸다. 데뷔 전 자니스 사무소의 멤버였다. 이 보고서는 키타가와에 대한 성적 학대 주장이 BBC 다큐멘터리 이후 다시 주목을 받고 올해 초 음악가이자 전 쟈니스 주니어 멤버인 카우안 오카모토가 추가 혐의를 제기한 후에 나왔다. 일본 언론이 성폭행 사실을 은폐한 사실도 드러났다.
2023년 기준으로 키타가와로부터 피해를 입었다고 주장하는 사람은 478명으로 신고됐으며, 그 중 325명이 손해배상을 청구했고, 키타가와에 소속된 사람은 150명에 불과한 것으로 확인됐다. 그해 후반에는 자니스 사무소의 이름이 스마일 업(SMILE UP)으로 변경되고 관련 회사 및 공연 그룹과 같이 "자니"라는 이름이 붙은 모든 항목이 키타가와의 이름 흔적을 제거하기 위해 변경된다는 사실이 밝혀졌다.

## 같이 보기
- 제프리 엡스타인
- R. 켈리
- 쟈니스 성 가해 문제 당사자 모임